# 일본유선대상
일본유선대상(일본어: 日本有線大賞 니혼유센타이쇼[*])은 1968년에 시작된 일본의 음악 관련 상이다. 전국유선음악방송협회의 후원을 받는다.
이 상은 1968년부터 매년 수여되며 케이블 방송사에서 받은 시청자의 요청을 기반으로 한다. 시상식은 2017년으로 마무리되며 일본 엔카 가수인 히카와 키요시가 최다 그랑프리 기록을 유지하고 있다.